# 陳世求
陳世求（?—?），江西省南昌府義寧州人，清朝政治人物、同進士出身。
光緒三年（1877年），参加丁丑科殿試，登進士三甲第82名。同年五月，分部學習。